# Liste von Unabhängigkeitsreferenden
Dies ist eine Liste von Unabhängigkeitsreferenden, d. h. solcher Referenden, die zur Abstimmung über die staatliche Unabhängigkeit eines Gebietes abgehalten wurden bzw. geplant sind.

## Abgeschlossen
Anmerkung: Sortierung nach Erstdatum
| Vorgeschlagener Staat              | Zugehörigkeit          | Referendum am                  | Ja zur Unabhängigkeit       | Wahlbeteiligung | Ja zu einer anderen Möglichkeit                                              | Unabhängigkeitserklärung (Anmerkung) |
| ---------------------------------- | ---------------------- | ------------------------------ | --------------------------- | --------------- | ---------------------------------------------------------------------------- | --- |
| Liberia                            | ACS                    | 27. Oktober 1846               | 52 %                        | 66 %            | –                                                                            | 26. Juli 1847 |
| Maryland                           | MSCS                   | 31. Januar 1853                | 100 %                       |                 | –                                                                            | 8. Juni 1854 |
| Norwegen                           | Schweden-Norwegen      | 13. August 1905                | 99,95 %                     | 85,42 %         | –                                                                            | 26. Oktober 1905 |
| Island                             | Dänemark               | 19. Oktober 1918               | 92,6 %                      | 43,48 %         | –                                                                            | 1. Dezember 1918, als Königreich in Personalunion mit dem Königreich Dänemark |
| Westralia                          | Australien             | 8. April 1933                  | 66,23 %                     | 100 %           | –                                                                            | nicht ausgerufen, das Plebiszit wurde weder von der australischen Bundesregierung noch vom britischen Parlament anerkannt |
| Kambodscha                         | Frankreich             | 3. Oktober 1945                | 100 %                       | 80,3 %          | –                                                                            | 9. November 1953 |
| Mongolei                           | China                  | 20. Oktober 1945               | 100 %                       | 98,5 %          | –                                                                            | 5. Januar 1946 |
| Färöer                             | Dänemark               | 14. September 1946             | 48,7 %                      | 67,52 %         | –                                                                            | Referendum nicht von Dänemark anerkannt |
| Guinea                             | Frankreich             | 28. September 1958             | 95,22 %                     | 85,47 %         | 4,78 %                                                                       | Die Abstimmung hatte eigentlich die Verfassung der Fünften Französischen Republik zum Gegenstand, wurde von der Territorialversammlung in Guinea jedoch einseitig als Plebiszit über die Unabhängigkeit ausgelegt, die am 2. Oktober 1958 formell erklärt und von Frankreich anerkannt wurde. |
| Südafrikanische Union              | Vereinigtes Königreich | 5. Oktober 1960                | 52,3 %                      | 90,77 %         |                                                                              | 31. Mai 1961; Ausrufung der Republik |
| Samoa                              | Neuseeland             | 10. Mai 1961                   | 85,4 %                      |                 | –                                                                            | 1. Januar 1962 |
| Algerien                           | Frankreich             | 1. Juli 1962                   | 99,72 %                     | 91,9 %          | –                                                                            | 3. Juli 1962 |
| Malta                              | Vereinigtes Königreich | Mai 1964                       | 54,5 %                      | 79,7 %          | –                                                                            | 21. September 1964 |
| Südrhodesien                       | Vereinigtes Königreich | 5. November 1964               | 90,51 %                     | 61,87 %         | –                                                                            | 11. November 1965; heute Teil von Simbabwe, ehemals Rhodesien |
| Dschibuti                          | Frankreich             | 19. März 1967                  | 39,4 %                      |                 | 94,96 %                                                                      | |
| Puerto Rico                        | Vereinigte Staaten     | 23. Juli 1967                  | 0,6 %                       | 65,9 %          | 60,4 %                                                                       | Teil des US-Commonwealth |
| Nördliche Marianen                 | Vereinigte Staaten     | 9. November 1969               | 0,59 %                      | 65,26 %         | 60,82 %                                                                      | gewählte Integration mit Guam; von Guam in einer Volksbefragung abgelehnt |
| Bahrain                            | Vereinigtes Königreich | 1970                           | Grünes Häkchensymbol für ja |                 | –                                                                            | 14. August 1971 |
| Niue                               | Neuseeland             | 3. September 1974              | 65,4 %                      |                 | –                                                                            | 19. Oktober 1974; Selbstverwaltung in freier Assoziierung mit Neuseeland |
| Komoren                            | Frankreich             | 22. Dezember 1974              | 94,57 %                     | 93,28 %         | –                                                                            | 6. Juli 1975 |
| Treuhandgebiet Pazifische Inseln   | Vereinigte Staaten     | 8. Juli 1975                   | 59,1 %                      | 35,2 %–52,6 %   | –                                                                            | 3. November 1986 als Föderierte Staaten von Mikronesien; Palau und Marshallinseln keine Mehrheit |
| Guam                               | Vereinigte Staaten     | 4. September 1976              | 6 %                         |                 | 58,05 %                                                                      | verbesserter Status innerhalb der USA |
| Treuhandgebiet Pazifische Inseln   | Vereinigte Staaten     | 24. September 1976             | 87,7 %                      |                 | 12,3 %                                                                       | Abstimmung nur in Palau, Unabhängigkeit am 1. Oktober 1994 |
| Aruba                              | Niederlande            | 25. März 1977                  | 95,17 %                     | 70,08 %         | –                                                                            | Unabhängigkeit für 1996 angedacht; 1994 Pläne aufgegeben |
| Dschibuti                          | Frankreich             | 27. Juni 1977                  | >99,8 %                     |                 | 77,2 %                                                                       | 27. Juni 1977 |
| Nevis                              | St. Kitts und Nevis    | 18. August 1977                | 99,66 %                     | 57,99 %         | –                                                                            | nicht anerkanntes Referendum |
| St. Vincent und die Grenadinen     | Vereinigtes Königreich | 1979                           | Grünes Häkchensymbol für ja |                 | –                                                                            | 27. Oktober 1979 |
| Québec                             | Kanada                 | 20. Mai 1980                   | 40,44 %                     | 85,6 %          | –                                                                            | |
| Ciskei                             | Südafrika              | 4. Dezember 1980               | 99,45 %                     | 60 %            | –                                                                            | 4. Dezember 1981; seit 27. April 1994 wieder Teil Südafrikas |
| Guam                               | Vereinigte Staaten     | 30. Januar 1982                | 3,82 %                      |                 | 49,49 %                                                                      | absolute Mehrheit für US-Commonwealth verfehlt |
| Guam                               | Vereinigte Staaten     | 4. September 1982              | –                           |                 | 72,82 %                                                                      | Teil des US-Commonwealth |
| Palau                              | Vereinigte Staaten     | 10. Februar 1983               | –                           |                 | 62,1 %                                                                       | keine 3/4-Mehrheit |
| Föderierte Staaten von Mikronesien | Vereinigte Staaten     | 21. Juni 1983                  | –                           |                 | 76,88 %                                                                      | angeschlossener Staat der USA |
| Marshallinseln                     | Vereinigte Staaten     | 7. September 1983              | –                           |                 | 58 %                                                                         | angeschlossener Staat der USA |
| Kokosinseln                        | Australien             | 6. April 1984                  | 3,47 %                      | 100 %           | 88,42 %                                                                      | Integration mit Australien |
| Palau                              | Vereinigte Staaten     | 4. September 1984              | –                           |                 | 67,1 %                                                                       | angeschlossener Staat der USA |
| Falklandinseln                     | Vereinigtes Königreich | 2. April 1986                  | 1,66 %                      | 88,19 %         | 96,45 %                                                                      | weiterhin Teil des Vereinigten Königreichs |
| Neukaledonien                      | Frankreich             | 13. September 1987             | 1,70 %                      |                 | 98,3 %                                                                       | weiterhin Teil Frankreichs |
| Slowenien                          | Jugoslawien            | 23. Dezember 1990              | 88,5 %                      | 93,5 %          | –                                                                            | 25. Juni 1991 |
| Litauen                            | Sowjetunion            | 9. Februar 1991                | 90,5 %                      | 84,7 %          | –                                                                            | 11. März 1990 |
| Estland                            | Sowjetunion            | 3. März 1991                   | 78,4 %                      | 82,9 %          | –                                                                            | 20. August 1991 |
| Lettland                           | Sowjetunion            | 3. März 1991                   | 74,9 %                      | 87,6 %          | –                                                                            | 4. Mai 1990 |
| Georgien                           | Sowjetunion            | 31. März 1991                  | 99,5 %                      | 90,6 %          | –                                                                            | 9. April 1991 |
| Kroatien                           | Jugoslawien            | 19. Mai 1991                   | 93,24 %                     | 83,56 %         | –                                                                            | 25. Juni 1991 |
| Kosovo                             | Jugoslawien            | September 1991                 | 99,98 %                     | 87,01 %         | –                                                                            | 17. Februar 2008; international umstritten |
| Macau                              | Volksrepublik China    | 8. September 1991              | 96,46 %                     | 75,7 %          | –                                                                            | 8. September 1991 |
| Armenien                           | Sowjetunion            | 21. September 1991             | 99,51 %                     | 95,05 %         | –                                                                            | 21. September 1991 |
| Turkmenistan                       | Sowjetunion            | 26. Oktober 1991               | 94,06 %                     | 97,38 %         | –                                                                            | 27. Oktober 1991 |
| Ukraine                            | Sowjetunion            | 1. Dezember 1991               | 92,3 %                      | 84,2 %          | –                                                                            | 24. August 1991 |
| Transnistrien                      | Moldau                 | 1. Dezember 1991               | 97,7 %                      |                 | –                                                                            | international umstritten |
| Republik Arzach                    | Aserbaidschan          | 10. Dezember 1991              | 99,89 %                     | 82,17 %         | –                                                                            | international umstritten, 2. September 1991 (bis 2017 Republik Bergkarabach); 2023 von Aserbaidschan erobert |
| Aserbaidschan                      | Sowjetunion            | 29. Dezember 1991              | 99,8 %                      | 95,3 %          | –                                                                            | 25. Dezember 1991 |
| Usbekistan                         | Sowjetunion            | 29. Dezember 1991              | 98,3 %                      | 94,1 %          | –                                                                            | 31. August 1991 |
| Bosnien und Herzegowina            | Jugoslawien            | 4. März 1992                   | 99,7 %                      | 63,4 %          | –                                                                            | 1. März 1992 |
| Montenegro                         | Jugoslawien            | 1. März 1992                   | –                           |                 | 95,96 %                                                                      | Verbleib bei Jugoslawien |
| Südossetien                        | Georgien               | 19. Januar 1992                | 99,91 %                     | 96,9 %          | –                                                                            | 21. Dezember 1991; international umstritten |
| Eritrea                            | Äthiopien              | April 1993                     | 99,83 %                     | 98,52 %         | –                                                                            | 24. Mai 1993 |
| Amerikanische Jungferninseln       | Vereinigte Staaten     | 11. Oktober 1993               | 4,96 %                      | 27,49 %         | 81,6 %                                                                       | Teil der USA |
| Puerto Rico                        | Vereinigte Staaten     | 14. November 1993              | 4,5 %                       | 73,5 %          | 48,9 %                                                                       | Teil des US-Commonwealth |
| Curaçao                            | Niederlande            | 19. November 1993              | 0,49 %                      |                 | 73,56 %                                                                      | Umstrukturierung der Niederländischen Antillen |
| Rumänien                           | Moldau                 | 6. März 1994                   | 97,7 %                      | 75,1 %          | –                                                                            | Volksbefragung zur Beibehaltung der Unabhängigkeit, Rechtmäßigkeit war umstritten |
| Bonaire                            | Niederlande            | 21. Oktober 1994               | 0,22 %                      | 66,52 %         | 89,65 %                                                                      | Beibehaltung des Status |
| Sint Maarten                       | Niederlande            | Oktober 1994                   | 6,2 %                       |                 | 59,6 %                                                                       | Verbleib in den Niederlanden |
| Saba                               | Niederlande            | 14. Oktober 1994               | 0,5 %                       |                 | 86,3 %                                                                       | Beibehaltung des Status |
| Sint Eustatius                     | Niederlande            | 14. Oktober 1994               | 0,2 %                       | 44 %            | 90,7 %                                                                       | Beibehaltung des Status |
| Bermuda                            | Vereinigtes Königreich | 16. August 1995                | 25,88 %                     | 58,76 %         | –                                                                            | |
| Québec                             | Kanada                 | 30. Oktober 1995               | 49,42 %                     | 93,52 %         | –                                                                            | |
| Anjouan                            | Komoren                | 26. Oktober 1997               | 99,68 %                     | 94,79 %         | –                                                                            | von der Zentralregierung nicht anerkannt |
| Nevis                              | St. Kitts und Nevis    | 10. August 1998                | 61,83 %                     | 57,99 %         | –                                                                            | 2/3-Mehrheit verfehlt |
| Puerto Rico                        | Vereinigte Staaten     | 13. Dezember 1998              | 2,6 %                       | 71,3 %          | 50,5 %                                                                       | Ablehnung aller Vorschläge |
| Osttimor                           | Indonesien             | 30. August 1999                | 78,5 %                      | 98,60 %         | –                                                                            | 20. Mai 2002 |
| Sint Maarten                       | Niederlande            | 22. Juni 2000                  | 14,44 %                     | 55,7 %          | 69,98 %                                                                      | Land im Königreich Niederlande |
| Bonaire                            | Niederlande            | 10. September 2004             | 0,51 %                      | 57,11 %         | 59,45 %                                                                      | Direkter Teil der Niederlande |
| Saba                               | Niederlande            | 5. November 2004               | 0,79 %                      | 77,8 %          | 86,04 %                                                                      | Direkter Teil der Niederlande |
| Curaçao                            | Niederlande            | 8. April 2005                  | 4,81 %                      | 55,04 %         | 67,82 %                                                                      | Land im Königreich Niederlande |
| Sint Eustatius                     | Niederlande            | 8. April 2005                  | 0,63 %                      | 55,98 %         | 76,58 %                                                                      | Direkter Teil der Niederlande |
| Irakisch-Kurdistan                 | Irak                   | 30. Januar 2005                | 99,88 %                     |                 | –                                                                            | international umstritten |
| Tokelau                            | Neuseeland             | Februar 2006                   | 60,07 %                     | 94,96 %         |                                                                              | 2/3-Mehrheit nicht erreicht |
| Montenegro                         | Serbien und Montenegro | 21. Mai 2006                   | 55,50 %                     | 86,05 %         | –                                                                            | 3. Juni 2006 |
| Transnistrien                      | Moldau                 | 17. September 2006             | 98,07 %                     | 78,55 %         | 3,39 %                                                                       | international umstritten |
| Tokelau                            | Neuseeland             | Oktober 2007                   | 64,4 %                      | 87,71 %         |                                                                              | 2/3-Mehrheit nicht erreicht |
| Südossetien                        | Georgien               | 12. November 2006              | 99,88 %                     | 94,56 %         | –                                                                            | im besetzten Teil von Südossestien, international umstritten |
| Südossetien                        | Georgien               | 12. November 2006              | 94 %                        |                 | –                                                                            | „Gegenreferendum“ im georgisch kontrollierten Teil von Südossetien |
| Katalonien                         | Spanien                | 2009–2011                      | Grünes Häkchensymbol für ja | 19 %            | dezentral in Gemeinden abgehaltene Abstimmungen, von Spanien nicht anerkannt | |
| Südsudan                           | Sudan                  | Januar 2011                    | 98,83 %                     | 97,58 %         | –                                                                            | 9. Juli 2011 |
| Puerto Rico                        | Vereinigte Staaten     | 6. November 2012               | 5,49 %                      | 78,19 %         | 61,16 %                                                                      | Staat der USA werden |
| Donezk                             | Ukraine                | 11. Mai 2014                   | 89,07 %                     | 32–74,87 %      | –                                                                            | international nicht anerkannte Abstimmung |
| Lugansk                            | Ukraine                | 11. Mai 2014                   | 96,2 %                      | 24–75 %         | –                                                                            | international nicht anerkannte Abstimmung |
| Schottland                         | Vereinigtes Königreich | 18. September 2014             | 44,7 %                      | 84,59 %         | –                                                                            | |
| Katalonien                         | Spanien                | 9. November 2014               | 80,76 %                     | 37–41,6 %       | –                                                                            | |
| Sint Eustatius                     | Niederlande            | 17. Dezember 2014              | 0,44 %                      | 45,40 %         | 65,53 %                                                                      | Quorum nicht erreicht |
| Puerto Rico                        | Vereinigte Staaten     | 11. Juni 2017                  | –                           |                 | 97,18 %                                                                      | Staat der USA werden |
| Irakisch-Kurdistan                 | Irak                   | 25. September 2017             | 92 %                        | >70 %           | –                                                                            | Stand April 2018 nicht erklärt |
| Katalonien                         | Spanien                | 1. Oktober 2017                | 90,09 %                     | >43,03 %        | –                                                                            | von Spanien nicht anerkannt |
| Neukaledonien                      | Frankreich             | 4. November 2018               | 43,6 %                      | 80,36 %         | –                                                                            | weiterhin Teil Frankreichs |
| Bougainville                       | Papua-Neuguinea        | 23. November– 7. Dezember 2019 | 98 %                        | 87,6 %          | 1,68 %                                                                       | Unabhängigkeit für den 1. September 2027 geplant |
| Neukaledonien                      | Frankreich             | 4. Oktober 2020                | 46,7 %                      | 85,64 %         | –                                                                            | weiterhin Teil Frankreichs |
| Neukaledonien                      | Frankreich             | 12. Dezember 2021              | 3,5 %                       | 43,9 %          | –                                                                            | weiterhin Teil Frankreichs |

## Geplant
| Vorgeschlagener Staat | Zugehörigkeit                      | Referendum am                                                              |
| --------------------- | ---------------------------------- | -------------------------------------------------------------------------- |
| Chuuk                 | Föderierte Staaten von Mikronesien | unbekannt (ursprünglich für 5. März 2019, dann für 2022 bzw. 2023 geplant) |
| Tokelau               | Neuseeland                         | 2025                                                                       |

Zudem strebt unter anderem das indonesische Westpapua ein Referendum zur staatlichen Unabhängigkeit an. Eine dementsprechende Petition hatten bis Ende Januar 2019 1,8 der 2,5 Millionen Einwohner des Gebietes unterzeichnet.
Auch Schottland möchte in Folge des Brexits, bei dessen Referendum Schottland mehrheitlich für den Verbleib in der EU stimmte, erneut über die Unabhängigkeit abstimmen, wie First Minister Nicola Sturgeon 2019 anmerkte.